# David A. Green
Pour les articles homonymes, voir Green.
David A. Green, né le 22 décembre 1959, est un astronome britannique actuellement en poste à l'Observatoire de radioastronomie Mullard (MRAO) de l'université de Cambridge.
Il est spécialiste de l'étude des rémanents de supernovae, dont il maintient un catalogue recensant les rémanents identifiés comme tels dans la Voie lactée (voir liens externes ci-dessous). Il a publié plus d'une centaine d'articles dans des revues scientifiques à comité de lecture. Il a également publié un ouvrage de référence sur les supernovae historiques en collaboration avec F. Richard Stephenson (voir bibliographie ci-dessous).